# Tetraponera aethiops
Tetraponera aethiops är en myrart som beskrevs av Smith 1877. Tetraponera aethiops ingår i släktet Tetraponera och familjen myror. Inga underarter finns listade i Catalogue of Life.